# Desmond Swayne

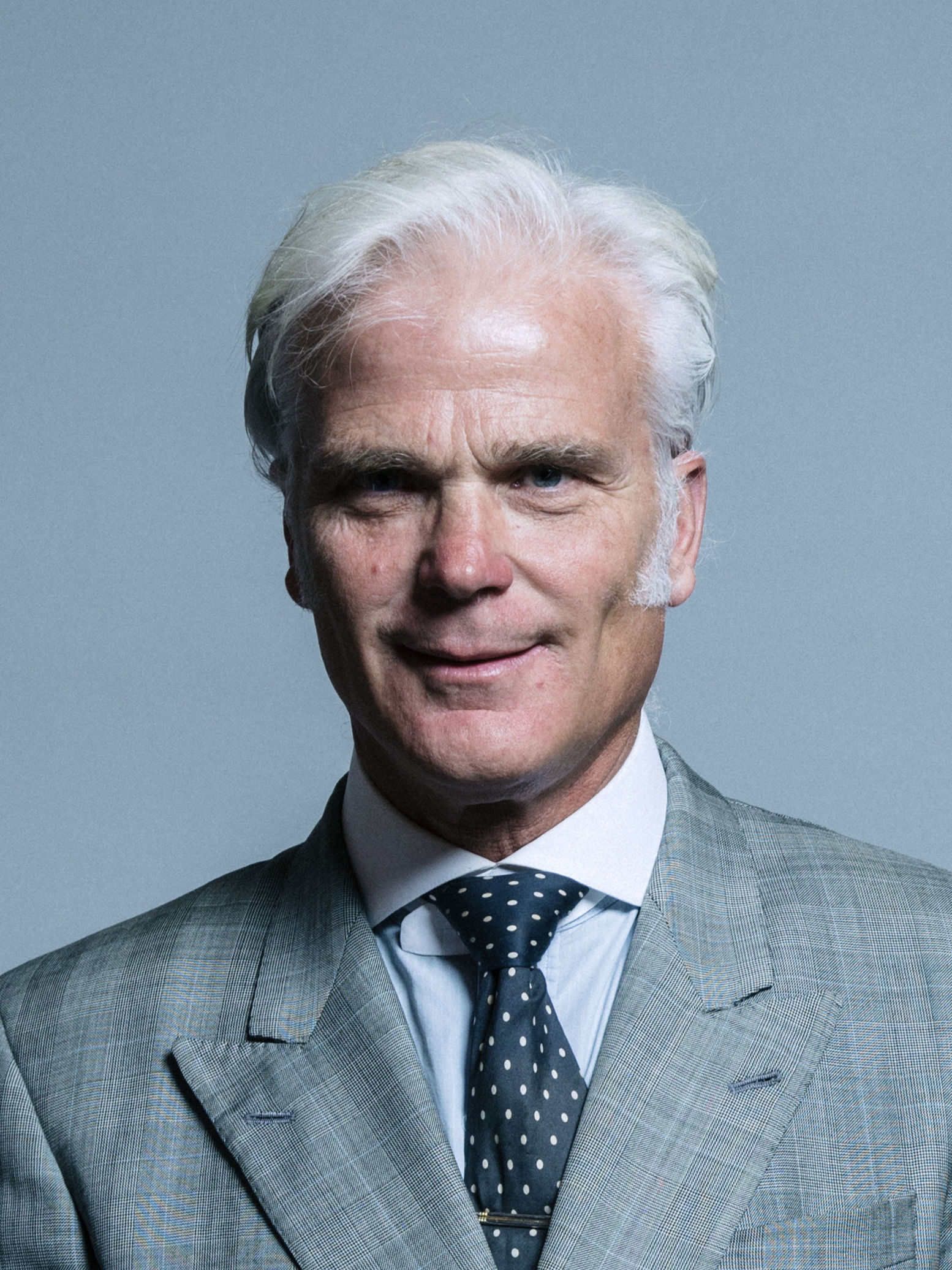
Sir Desmond Swayne (Juni 2017)

Sir Desmond Angus Swayne MP (* 20. August 1956) ist ein britischer Politiker. Er gehört der Konservativen Partei an und ist ein Befürworter des Brexits.
Seit 1997 vertritt er den Wahlkreis New Forest West im House of Commons.

## Leben
Sir Desmond Swayne ging in South Ayrshire und Bedford zur Schule. Danach studierte er Theologie an der University of St Andrews. 
Von 1980 bis 1987 war Swayne als Lehrer für Wirtschaftswissenschaften an verschiedenen Schulen tätig. Von 1988 bis 1996 war er als Manager für Risikomanagementsysteme bei der Royal Bank of Scotland angestellt.
Swayne machte zudem ab 1987 Karriere in der Reserve der British Army und stieg in den Rang eines Majors auf. Im Juni 2003 wurde er als Mitglied des House of Commons in die Armee einberufen und in den Irakkrieg entsandt. Der damalige Leader der Conservative Party, Iain Duncan Smith war über diesen Schrit erfreut.
Nachdem Swayne bei den Britischen Unterhauswahlen 1987 und 1992 in Wahlbezirken in Pontypridd und West Bromwich unterlegen war, wurde er bei den Britischen Unterhauswahlen 1997 für den Wahlkreis New Forest West in der Grafschaft Hampshire gewählt. Zwischen 2005 und 2012 war er Privatsekretär von David Cameron.
Swayne heiratete Moira Cecily Teek im August 1987 in Buckinghamshire. Sie haben einen Sohn Albert (geb. Juli 1989) und zwei Töchter (geb. 23. Juni 1991 und 2. März 1997); Die Familie lebt in Burley, Hampshire.
2016 wurde Swayne als Knight Bachelor geadelt.

## Politische Karriere

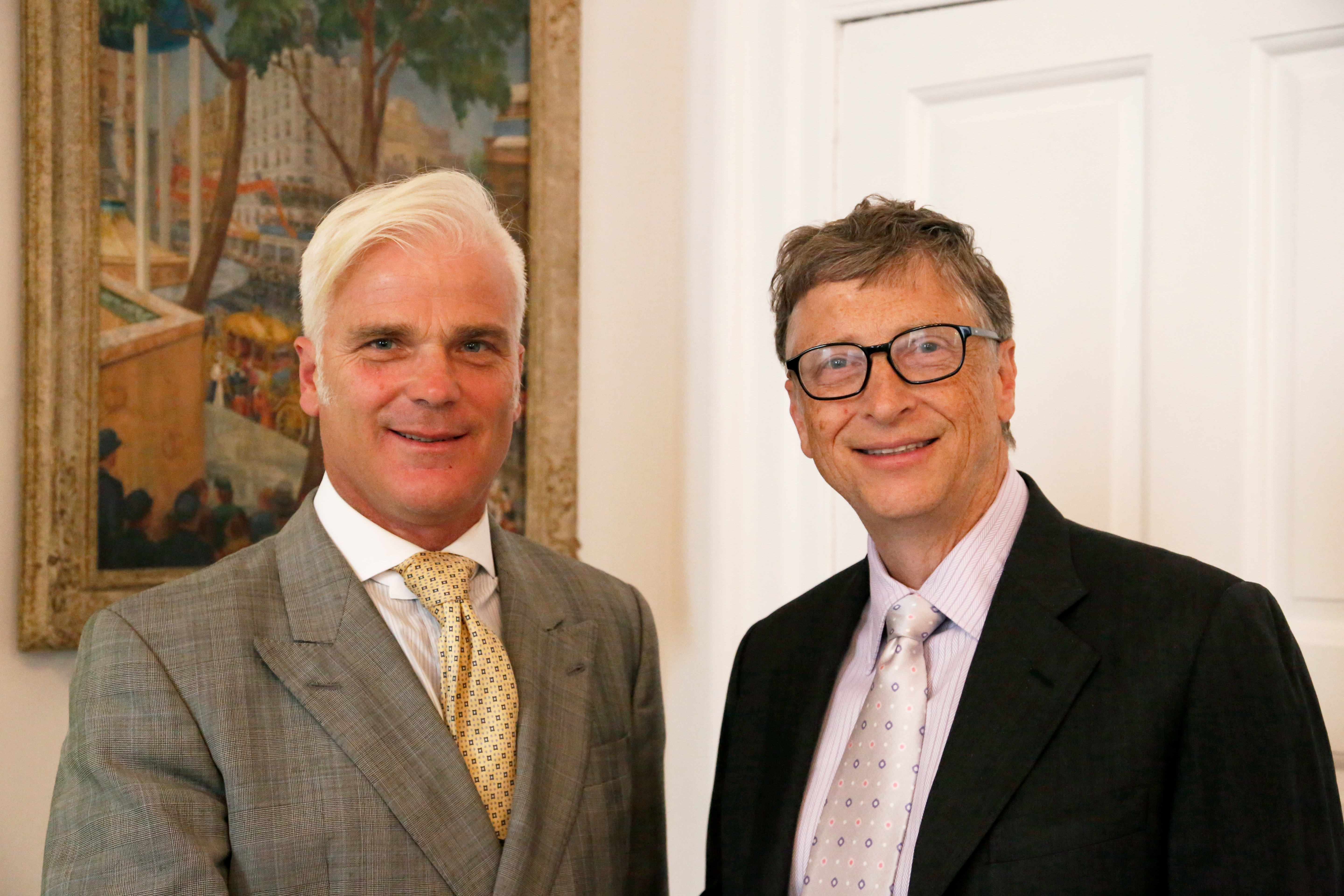
Sir Desmond Swayne mit Bill Gates im Juli 2014

Swayne ist Befürworter des EU-Austrittes des Vereinigten Königreichs und setzte sich auch für die Zwangspause des eigenen Parlamentes ein. Als der Oberste Gerichtshof des Vereinigten Königreichs die von Premierminister Boris Johnson initiierte Zwangspause des Parlamentes jedoch aufhob, schlug Swayne vor diese Institution abzuschaffen. Als er sich später überraschend gegen einen Brexit ohne Deal aussprach, teilte die von Nigel Farage angeführte Brexit Party mit, sie werde Swayne bei der nächsten Wahl herausfordern.
Internationale Bekanntheit erreichte Swayne, als er bei einer Rede seines EU-freundlichen Parteikollegen Kenneth Clarke zu schlafen schien.
Im September 2019 stellte er sich im Zuge der Debatte um Blackfacing (Gesichtsschwärzung) im Zusammenhang mit dem kanadischen Premierminister Justin Trudeau auf dessen Seite und meinte, dass Blackfacing komplett akzeptabel sei. Schließlich gab er selbst zu, ähnliche Aktivitäten betrieben zu haben.